# Celiptera discissa
Celiptera discissa är en fjärilsart som beskrevs av Walker 1865. Celiptera discissa ingår i släktet Celiptera och familjen nattflyn. Inga underarter finns listade i Catalogue of Life.